# رهن عقاري
الرهن العقاري هو قرض يُمَكّن المقترض سواءً كان فرداً أو مؤسسة من أن يقترض نقوداً ليشتري منزلاً أو أي عقار آخر، وتكون ملكيته لهذا العقار ضماناً للقرض، أي أنه في حال عجزه عن سداد القرض فإن من حق المُقرض اتخاذ الإجراءات الكفيلة بتملكه لهذا العقار، وبصورة أخرى فإن العقار يبقى مرهوناً حتى يتم سداد القرض ولذلك يسمى المُقرض مرتهنا، ويسمى المُقرض راهنا.

## مواضيع ذات صلة
- أزمة الرهن العقاري.
- تقييم حسن النية
- رهن
- الشهر العقاري
- شيك مردود
- سند مدعم بأصول